# Baruipur
Baruipur là một thành phố và khu đô thị của quận South Twentyfour Parganas thuộc bang Tây Bengal, Ấn Độ.

## Địa lý
Baruipur có vị trí 22°21′56″B 88°25′57″Đ / 22,3654432°B 88,4325028°Đ Nó có độ cao trung bình là 9 mét (30 foot).

## Nhân khẩu
Theo điều tra dân số năm 2001 của Ấn Độ, Baruipur có dân số 44.964 người. Phái nam chiếm 51% tổng số dân và phái nữ chiếm 49%. Baruipur có tỷ lệ 84% biết đọc biết viết, cao hơn tỷ lệ trung bình toàn quốc là 59,5%: tỷ lệ cho phái nam là 86%, và tỷ lệ cho phái nữ là 82%. Tại Baruipur, 8% dân số nhỏ hơn 6 tuổi.